# Athetis postdentata
Athetis postdentata är en fjärilsart som beskrevs av Emilio Berio 1959. Athetis postdentata ingår i släktet Athetis och familjen nattflyn. Inga underarter finns listade i Catalogue of Life.